# 13 Waves
13 Waves — третій альбом українського музичного гурту Tvorchi, реліз якого відбувся у 2020 році.

## Історія

### Запис альбому
Третій музичний альбом українського гурту в основному записувався у період самоізоляції під час пандемії COVID-19 в Україні. Учасники дуету (Джеффрі Кенні та Андрій Гуцуляк) працювали над музикою окремо один від одного, спілкуючись у FaceTime та записуючи музичні партії кожен у себе вдома. Гуцуляк виступив як саунд-продюсер, а Кенні — як автор текстів та співак. Артисти розповіли, що самоізоляція допомогла краще концентруватись на творчому процесі. Хоча й деякі пісні учасники гурту встигли записати разом ще перед впровадженням карантинних обмежень, наприклад: Get U Back, Scandalous. Але більшість треків записані все ж дистанційно. «Карантин став для нас не перешкодою, а навпаки, каталізатором творчості», — каже Андрій.

### Гурт про свій альбом[4]
|                  | «Хвиля – феномен, спостерігаючи за потужністю якого ледве вдається вхопити нові ковтки повітря. Хоч якою б вона була, просто змушує тебе відчути щось особливе. Так ми створили власні 13 хвиль музики, об’єднані нашими відчуттями і творчістю. Пірнай у них разом із нами, приборкуй їх або серфи: обери власний спосіб слухати та випробовувати 13 хвиль від TVORCHI» |
| — Андрій Гуцуляк | |

|                 | «13 Waves – це про різні способи сприйняття музики: не лише як окремих акордів, ритму, мелодії та вокалу, а й як цілісних звукових хвиль. Наш альбом – це воля, любов, драйв і приємне тремтіння по тілу. Це коли ти «на хвилі», і в тобі вирує адреналін. Для нас музика – це про вайб, а не просто ноти. Тому ловіть найрізноманітніші вайби 13 Waves з нами!» |
| — Джеффрі Кенні | |

## Список композицій[5]
Автор слів Джеффрі Кенні, автор музики Андрій Гуцуляк. 
| #   | Назва                                | Тривалість |
| --- | ------------------------------------ | ---------- |
| 1.  | «Feeling OK»                         | 2:23       |
| 2.  | «Instagram Model»                    | 2:44       |
| 3.  | «Get U Back»                         | 2:33       |
| 4.  | «Living My Life»                     | 2:43       |
| 5.  | «Like It Like That»                  | 2:43       |
| 6.  | «Spring Romance»                     | 2:39       |
| 7.  | «Yellow Sands» (за участі Аліна Паш) | 2:22       |
| 8.  | «Break Lights»                       | 3:28       |
| 9.  | «Loose»                              | 2:56       |
| 10. | «Psycho»                             | 2:53       |
| 11. | «Scandalous»                         | 2:28       |
| 12. | «Bonfire»                            | 2:56       |
| 13. | «Vice City»                          | 2:22       |

## Музичні відео
| Рік  | Назва            | Альбом   | Режисер        |
| ---- | ---------------- | -------- | -------------- |
| 2020 | «Bonfire»        | 13 Waves | Максим Гетьман |
| 2020 | «Living My Life» | 13 Waves | Дмитро Дорош   |